# Tamiami, Florida
Tamiami är en ort (CDP) i Miami-Dade County, i delstaten Florida, USA. Enligt United States Census Bureau har orten en folkmängd på 55 271 invånare (2010) och en landarea på 18,3 km².